# Las Minas (kommun)
Las Minas är en kommun i Mexiko.   Den ligger i delstaten Veracruz, i den sydöstra delen av landet, 210 km öster om huvudstaden Mexico City.
Följande samhällen finns i Las Minas:
- Rinconada
- Molinillo
- Quiahuixcuautla
- Landaco
- Pueblo Nuevo
- Huapala
- Romerillos
- Carboneras